# Paulina Morisse
Paulina Morisse (* 1993 in Teufelsmoor, Osterholz-Scharmbeck) ist eine deutsche Schauspielerin in Film, Fernsehen, und
Theater, Off-Sprecherin und Synchronsprecherin.

## Leben und Karriere
Paulina Morisse wurde 1993 in Teufelsmoor geboren und sammelte erste Erfahrungen auf der Bühne des Kinderzirkus Worpswede.
2015 zog sie nach München, um sich der künstlerischen Weiterbildung zu widmen und 2017 studierte sie bis 2021 an der Zürcher Hochschule der Künste Schauspiel mit dem Abschluss: Bachelor of Arts.
Bekannt wurde sie durch ihre Rolle als Forensikerin Claudia Paulsen in der Tatort Fernsehreihe.

## Filmografie (Auswahl)
- 2018: Mindnotes (Kurzfilm)
- 2020: Hear Me Out (Kurzfilm)
- 2022: FamilieFamilie (Kurzfilm)
- 2023: Tatort: Hackl (Fernsehreihe)
- 2024–2025: Tatort → siehe Batic und Leitmayr
  - 2024: Tatort: Das Wunderkind (Fernsehreihe)
  - 2024: Tatort: Schau mich an (Fernsehreihe)
  - 2025: Tatort: Charlie (Fernsehreihe)
- 2025: Der Bergdoktor (Fernsehserie, 1 Folge)

## Theater (Auswahl)
Theater der Künste 
- 2019–2020: Heute Abend bin ich schon wieder ausserhalb der Festung, (Regie: Julia Skof)
- 2020: LUCKY CHRAMS (Regie: Florian Lampert)

 Thalia Theater 
- 2021–2023: Antigone (Regie: Julia Skof)[7]

## Sprecherrollen (OFF-Sprecher)
- 2021: Heute Nacht bin ich schon wieder außerhalb der Festung (Sprecher, Erzähler)
- 2021: Frühling in der Schweiz[8] (Sprecher, Erzähler)

## Synchronisationen (Auswahl)
- 2024: für Alice Lupparelli () in Verehrung (Adorazione), als Elena Simonetti
- 2024: für Julia Foti () in Senna, als Adriane Galisteu[9]

## Auszeichnungen
- 2019: Förderpreis der Armin-Zieglerstiftung
- 2020: Preis der Körberstudio für Anitgone Theater-Auszeichnung